# Rudolf Marro
Rudolf „Ruedi” Marro (ur. 15 sierpnia 1953 w Plaffeien) – szwajcarski zapaśnik walczący w stylu wolnym. Olimpijczyk z Moskwy 1980, gdzie zajął piętnaste miejsce w wadze półśredniej.
Zajął ósme miejsce na mistrzostwach Europy w 1980 roku.

## Letnie Igrzyska Olimpijskie 1980
| Konkurencja      | Rundy eliminacyjne     | Rundy eliminacyjne  | Klas. końcowa |
| Konkurencja      | Przeciwnik I           | Przeciwnik II       | Miejsce       |
| ---------------- | ---------------------- | ------------------- | ------------- |
| 74 kg styl wolny | Pawieł Pinigin (URS) P | Dan Karabin (TCH) P | 15.           |